# Anomoporia
Anomoporia es un género de hongo perteneciente a la familia de las Amylocorticiaceae. El género fue catalogado por el micólogo checo Zdeněk Pouzar en 1966.

## Especies
- Anomoporia albolutescens
- Anomoporia ambigua
- Anomoporia bombycina
- Anomoporia dumontii
- Anomoporia flavissima
- Anomoporia irpicoides
- Anomoporia kamtschatica
- Anomoporia myceliosa
- Anomoporia neotropica
- Anomoporia vesiculosa